# Шмидт-Хофер, Отто

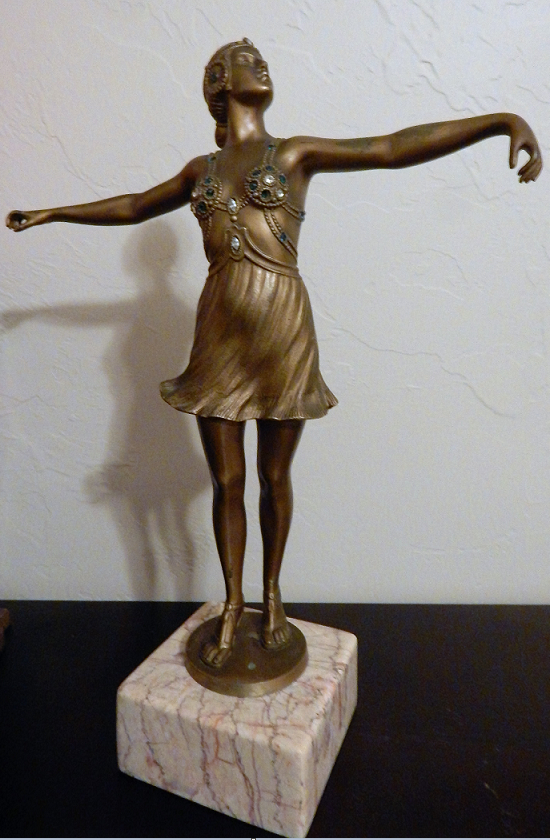
Статуэтка. 1920 г.

Отто Шмидт-Хофер (нем. ; 1873, Берлин — 1925, Берлин) — известный немецкий скульптор, автор множества бронзовых скульптур в стиле «ар-деко».

## Биография
Обучался в королевской школе искусств и институте декоративно-прикладного искусства в Берлине.
Состоял членом Национальной ассоциации визуальных художников Германии.
До начала Первой мировой войны жил в Париже, позже переехал в Берлин, где жил в нищете. В 1921 году чуть не умер от голода в послевоенном Берлине.

## Творчество
Шмидт-Хофер — один из самых плодовитых скульпторов бронзовых скульптур в Германской империи и один из известных немецких скульпторов до Первой мировой войны.
Автор многочисленных, небольших по размеру бронзовых статуэток античных героев, танцоров, атлетов, воинов, работающих кузнецов, каменщиков, часто используя спортсменов в качестве моделей.
Выставлял свои работы почти во всех известных европейских галереях.
С 1893 до начала Первой мировой войны, создавал свои произведений в стиле неоклассицизма и модерна, а начиная с 1915 г. до смерти в 1925 г. в стиле ар-деко. Среди его работ — бюст Адольфа Гитлера.